# Järvsö landskommun
Järvsö landskommun var en tidigare kommun i Gävleborgs län. Centralort var Järvsö och kommunkod 1952–1970 var 2126.

## Administrativ historik
Järvsö landskommun (från början Jerfsö landskommun) inrättades den 1 januari 1863 i Järvsö socken i Arbrå och Järvsö tingslag i Hälsingland när 1862 års kommunalförordningar trädde i kraft. 
Kommunen påverkades inte av kommunreformen 1952.
Den 1 januari 1959 överfördes från Järvsö landskommun och församling till Ljusdals landskommun och församling ett obebott område (Hybo 1:4-1:9) omfattande en areal av 2,00 km², varav 1,97 km² land.
Den 1 januari 1971 blev Järvsö landskommun en del av den nya Ljusdals kommun.

### Kyrklig tillhörighet
I kyrkligt hänseende tillhörde kommunen Järvsö församling.

## Kommunvapnet
Blasonering: I fält av guld en upprest svart järv med röd beväpning.
Detta vapen fastställdes av Kungl. Maj:t den 11 maj 1955. Se artikeln om Ljusdals kommunvapen för mer information.

## Geografi
Järvsö landskommun omfattade den 1 januari 1952 en areal av 740,57 km², varav 695,68 km² land. Efter nymätningar och arealberäkningar samt områdesöverföringar färdiga den 1 januari 1961 omfattade landskommunen samma datum en areal av 764,74 km², varav 720,86 km² land.

### Tätorter i kommunen 1960
I Järvsö landskommun fanns tätorten Järvsö, som hade 1 187 invånare den 1 november 1960. Tätortsgraden i kommunen var då 21,0 procent.

## Politik

### Mandatfördelning i valen 1938–1966
| 2 | 12 |  | 9 | 3 | 3 |

| 29 |

| 3 | 13 | 10 | 2 | 2 |

| 29 |

| 6 | 9 | 11 | 3 |  |

| 28 |

| 2 | 6 | 10 | 7 | 4 |  |

| 28 |

| 2 | 8 | 7 | 7 | 5 |  |

| 27 |

| 3 | 9 | 4 | 8 | 4 | 2 |

| 25 | 5 |

| 2 | 10 | 3 | 9 | 4 | 2 |

| 28 |

| 3 | 10 | 11 | 5 |  |

| 26 |

### Fotnoter
1. 1 2   ( PDF) Folkräkningen den 1 november 1960, I, Folkmängd inom kommuner och församlingar efter kön, ålder, civilstånd m.m.. Stockholm: Statistiska centralbyrån. 1961. sid. 54 & 203-204. Arkiverad från originalet den 15 juli 2015. https://www.webcitation.org/6a1zkRbkC?url=http://www.scb.se/Grupp/Hitta_statistik/Historisk_statistik/_Dokument/SOS/Folkrakningen_1960_01.pdf. Läst 16 november 2017 Arkiverad 14 oktober 2013 hämtat från the Wayback Machine.
2. ↑  Per Andersson: Sveriges kommunindelning 1863-1993, Draking, Mjölby 1993, ISBN 91-87784-05-X, s. 89
3. ↑  Svenska Heraldiska Föreningens vapendatabas
4. ↑   (PDF) Folkräkningen den 31 december 1950, I, Areal och folkmängd inom särskilda förvaltningsområden m.m., Tätorter. Stockholm: Statistiska centralbyrån. 1952-05-19. sid. 105. Arkiverad från originalet den 1 oktober 2014. https://www.webcitation.org/6T09ZkyrB?url=http://www.scb.se/Grupp/Hitta_statistik/Historisk_statistik/_Dokument/SOS/Folkrakningen_1950_1.pdf. Läst 9 oktober 2014 Arkiverad 29 oktober 2013 hämtat från the Wayback Machine.
5. ↑   ( PDF) Folkräkningen den 1 november 1960, II, Folkmängd inom tätorter efter kön, ålder och civilstånd.. Stockholm: Statistiska centralbyrån. 1961. sid. 27. Arkiverad från originalet den 29 juni 2015. https://www.webcitation.org/6ZeEB9Ija?url=http://www.scb.se/Grupp/Hitta_statistik/Historisk_statistik/_Dokument/SOS/Folkrakningen_1960_02.pdf. Läst 16 november 2017 Arkiverad 24 september 2015 hämtat från the Wayback Machine.